# 주크 (클럽)

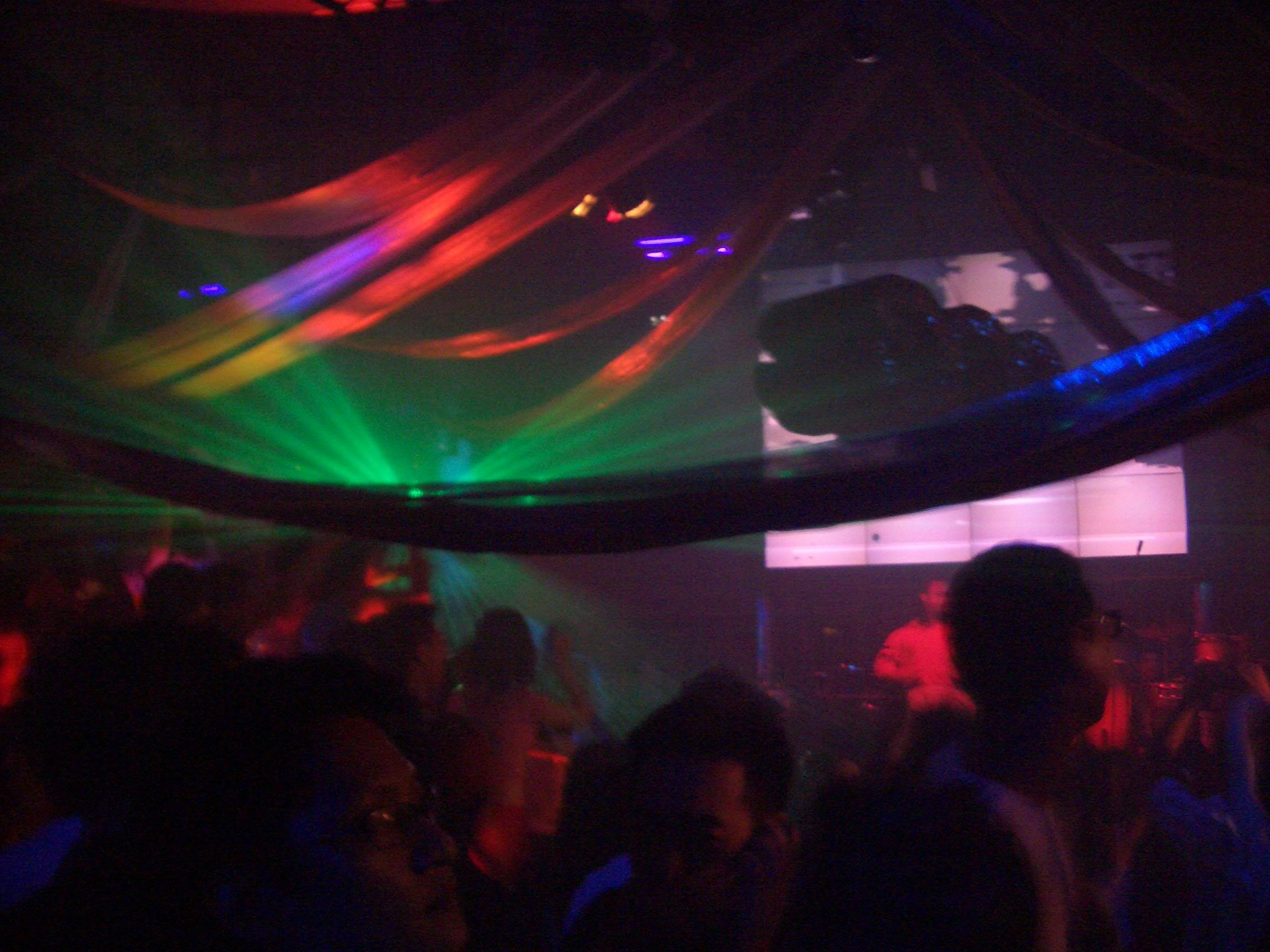
주크의 내부 모습 (2004년)

주크(Zouk)는 싱가포르에 위치한 유명 나이트클럽이다. 클럽명인 주크는 크레올어로 '파티'라는 의미이다. 싱가포르 관광청이 선정하는 "최고의 나이트클럽"에서 6번 선정되었다. 또한, 〈DJ 매거진〉이 선정하는 100대 클럽에서 2006년, 2007년, 2010년에 10위 안에 들었다.
말레이시아 쿠알라룸푸르에도 운영되고 있다.